# The New York Sun (periodico)

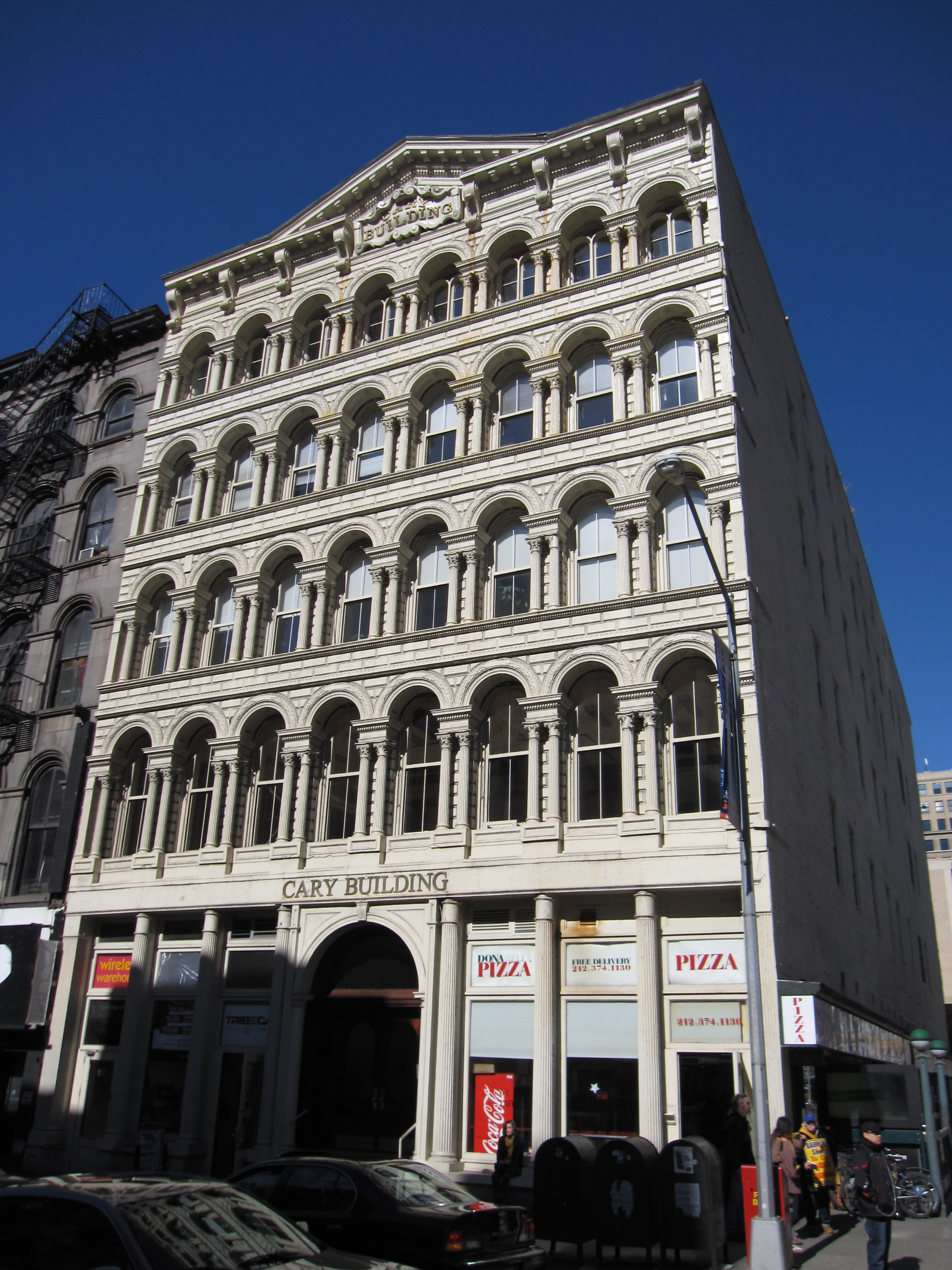
Il Cary Building, l'ex sede del New York Sun

The New York Sun fu un periodico statunitense attivo a Manhattan (New York) dal 2002 al 2008.

## Storia
Il New York Sun debuttò il 16 aprile 2002, adottando il nome, il motto e la testata del precedente giornale di New York The Sun (1833-1950). Divenne il primo giornale broadsheet di interesse generale attivo a New York dopo vari decenni. La sua pagina dedicata ad articoli op-ed fu una piattaforma mediatica dedicata ad articoli di opinionisti conservatori. A partire dal 2009, The Sun ha iniziato a pubblicare articoli di opinione politica ed economica esclusivamente online in maniera occasionale e meno costante.